# Élection présidentielle américaine de 2020 au Delaware
L'élection présidentielle américaine de 2020, cinquante-neuvième élection présidentielle américaine depuis 1788, a lieu le 3 novembre 2020 et conduira à la désignation du quarante-sixième président des États-Unis.
Au Delaware, les démocrates l'emportent avec Joe Biden.

## Résultats
| Candidats et colistiers  | Candidats et colistiers            | Partis                   | Vote populaire | Vote populaire | Grands électeurs |
| Candidats et colistiers  | Candidats et colistiers            | Partis                   | Voix           | %              | Grands électeurs |
| ------------------------ | ---------------------------------- | ------------------------ | -------------- | -------------- | ---------------- |
|                          | Joe Biden Kamala Harris            | Parti démocrate          | 296 268        | 58,74          | 3                |
|                          | Donald Trump Mike Pence            | Parti républicain        | 200 603        | 39,77          | 0                |
|                          | Jo Jorgensen Spike Cohen           | Parti libertarien        | 5 000          | 0,99           | 0                |
|                          | Howie Hawkins Angela Nicole Walker | Parti vert               | 2 139          | 0,42           | 0                |
|                          | Write-ins                          | Write-ins                | 336            | 0,07           | 0                |
|                          |                                    |                          |                |                |                  |
| Total                    | Total                              | Total                    | 504 010        | 100            | 55               |
| Abstention               | Abstention                         | Abstention               |                | 31,14          |                  |
| Inscrits / participation | Inscrits / participation           | Inscrits / participation | 739 570        | 68,86          |                  |

## Analyse
|                                                    | Comté(s)   | Pourcentage |
| -------------------------------------------------- | ---------- | ----------- |
| Comté le plus démocrate                            | New Castle | 67,9%       |
| Comté le moins démocrate                           | Sussex     | 43,8%       |
| Comté le plus républicain                          | Sussex     | 55,1%       |
| Comté le moins républicain                         | New Castle | 30,6%       |
| Comté(s) démocrate en 2016 et républicain en 2020  | /          | /           |
| Compté(s) républicain en 2016 et démocrate en 2020 | Kent       | /           |